# Принтерс-Роу-парк
Принтерс-Роу-парк (англ. Printers Row Park; ранее — «Парк № 543») — общественный городской парк, площадью 0,15 га, расположенный по адресу 632—708 Саут-Дирборн-стрит (англ. 632 to 708 S. Dearborn St.) в районе Принтерс-Роу города Чикаго округа Кук, штат Иллинойс, США.

## История, описание
Парк представляет собой небольшое городское пространство с множеством тенистых мест для отдыха площадью 0,38 акра (0,15 га) с зелёными насаждениями. Парк расположен в самом сердце старого района Принтерс-Роу, недалеко от Чикаго-Луп. В нём находятся общественный городской сад и построенный в 1999 году декоративный фонтан, имеются скамьи. В связи с малыми размерами территории парка, в нём нет филдхауса (полевого дома) и программ досуга, которые обычно предлагаются в других парках Чикаго. Тем не менее парк часто используется как место встреч.
В 2009 году Управление района Принтерс-Роу выделило территорию для озеленения города. Комиссары Управления парками Чикаго единогласно одобрили предложение Консультативного совета парка об официальном названии парка № 543 Принтерс-Роу-парк. Официальное открытие парка состоялось 7 ноября, мероприятие посетило более 200 человек.
В Принтерс-Роу-парке обустроены лужайки, где местными жителями организован выгул домашних питомцев. В парке проводятся различные собрания и фестивали для небольших групп местных жителей, как, например, ежегодное благословение домашних животных.
Парк работает каждый день с 6:00 до 11:00.